# Хара Масахіро
Хара Масахіро (яп. 原 正浩, нар. бл. 1957, Токіо) — японський інженер і винахідник, найбільш відомий як один із розробників QR-коду. Більшу частину своєї професійної кар'єри він працював у компанії Denso Wave, яка є дочірнім підприємством Denso, що входить до групи Toyota.

## Біографія
У 1970 році Хара почав працювати в компанії Denso. На початку 1990-х він займався оптимізацією логістики на виробництві та розробкою ефективних систем ідентифікації автозапчастин. Тодішні технології штрихкодування мали обмежену ємність і не забезпечували достатньої швидкості читання.
У 1994 році під керівництвом Хари було розроблено новий формат кодування — QR-код (англ. Quick Response Code). Його перевагами стали висока швидкість сканування, стійкість до пошкоджень і можливість зчитування під різними кутами. Дизайн QR-коду був частково натхненний японською настільною грою Ґо.
QR-код було оприлюднено як відкритий стандарт без патентування, що сприяло його широкому поширенню в різних галузях — логістиці, маркетингу, охороні здоров'я, ІТ та інших.

## Спадщина
У 2010–2020-х роках QR-код став важливим елементом цифрової інфраструктури. Його використання значно зросло завдяки поширенню смартфонів, безконтактних платежів та електронних сервісів. Під час пандемії COVID-19 QR-коди застосовувалися для реєстрації відвідувачів, перегляду меню, підтвердження вакцинації та інших цілей.
Станом на 2020-ті роки Масахіро Хара продовжує працювати в компанії Denso Wave, займаючись дослідженнями в галузі цифрової ідентифікації та автоматизації.